# 120 Ouest 621 à 635

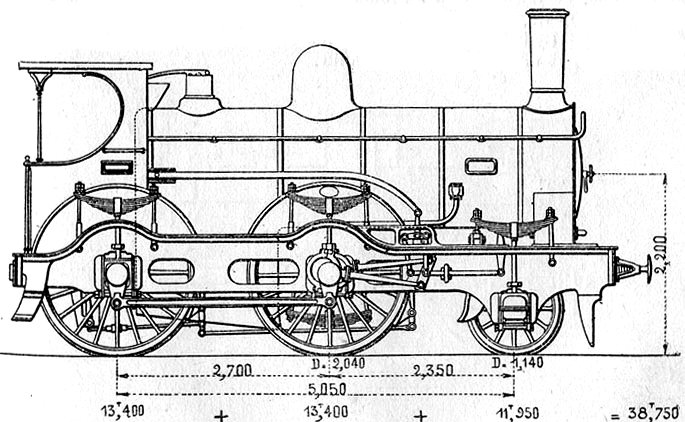
Plan d'une locomotive de la série.

Les locomotives Ouest 120 621-635  sont des locomotives à tender séparé de la compagnie des chemins de fer de l'Ouest affectées à la traction des trains de voyageurs.

## Histoire
Une série de 14 machines de type 120 est livrée en 1888 à la compagnie des chemins de fer de l'Ouest. En 1890, le 20 juin, la 120-635 a atteint la vitesse de 132 km/h lors d'essais organisés par le PLM et auxquels participent plusieurs grandes compagnies de chemin de fer.  
En 1900, toutes ces locomotives sont transformées en type 220 du fait du remplacement de l'essieu avant par un bogie. En 1909, la série est intégrée au parc des chemins de fer de l'État et les locomotives deviennent les 220-101 à 220-114. Elles disparaissent entre 1925 et 1928.

## Production
N° 621 à 635, livrées par Fives Lille en 1888.

## Caractéristiques
Diamètre des roues motrices:2 040 mm
Pression dans la chaudière: 10 kg/cm2
- Diamètre des cylindres : 430 mm
- Course des cylindres : 600 mm

Surface de grille: 1,64 m2
Surface de chauffe: 110,60 m2
Empattement des roues motrices: 2,70 m
Empattement total: 5,05 m
Poids par essieu:  12 t
Poids de la locomotive:38,750 t